# Яндекс Лавка
Яндекс Ла́вка — российский сервис заказа готовой еды, продуктов и хозяйственных товаров на дом с локальных складов через мобильное приложение или веб-сайт. Часть фудтех-направления «Яндекса». Запущен в 2019 году.
По состоянию на июль 2025 года «Яндекс Лавка» работает в Москве, Московской области, Санкт-Петербурге, Ленинградской области, Воронеже, Нижнем Новгороде, Казани, Ростове-на-Дону, Екатеринбурге, Краснодаре, Новосибирске, Иркутске, Челябинске, Тюмени, Туле, Твери, Перми, Ярославле, Сочи, и Рязани. В ноябре 2020 года «Яндекс» запустил аналог «Лавки» под брендом Deli в Израиле.

## История
Работа над «Яндекс Лавкой» началась в марте 2019 года под руководством медиаменеджера Ильи Красильщика. Ранее в 2015 году основатель «Яндекса» Аркадий Волож лично инвестировал в подобный сервис быстрой доставки продуктов — турецкий Getir. С апреля создатели «Лавки» проверяли внутренние процессы на базе тестового даркстора, а с 10 июня сервис начал обслуживать внешних пользователей в ограниченной части московских Хамовников.
В 2020 году у «Лавки» появились собственные приложения для Android и iOS. Прежде она была доступа внутри других приложений: «Еды», «Такси» и приложения «Яндекса». Первоначально «Яндекс Лавка» развивалась внутри сервиса «Яндекс Еда», затем в феврале 2020 года выделилась в отдельное направление с сохранением основных партнёрских связей. К февралю 2020 года «Яндекс Лавка» открыла около 60 дарксторов и начала работать в Санкт-Петербурге. К июлю 2020 года у сервиса было 180 локальных складов. Также в июле 2020 года «Лавка» запускалась в Нижнем Новгороде, в апреле 2021 — в Казани. По подсчётам vc.ru, выручка за III квартал 2020 года составила около 2,5 миллиарда рублей; сервисом выполняется порядка 26 тысяч доставок в день.
В августе 2021 года заработала веб-версия, отдельная от сайта «Яндекс Еды» и поддерживающая все функции мобильного приложения.
В августе 2021 года сервис быстрой доставки продуктов под международным брендом «Яндекс.Лавки» Yango Deli запустился в Париже, а в октябре — в Лондоне, но в 2022 году они прекратили работу.
1 июня 2023 года сервис провел ребрендинг, в ходе которого сменил логотип и обзавелся слоганом.

## Принцип работы

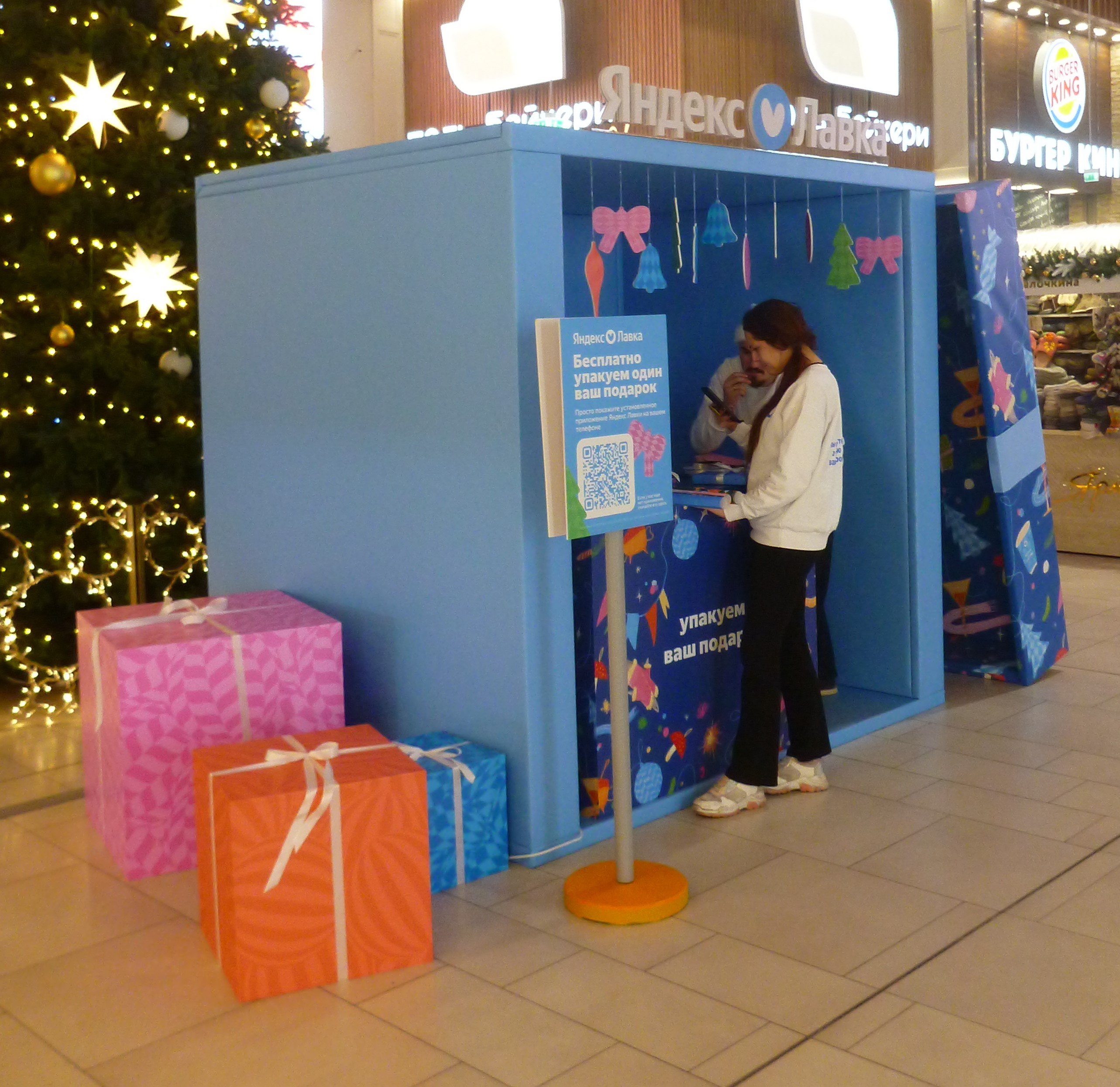
Точка по упаковке подарков «Яндекс Лавки» в МЕГЕ. Екатеринбург, 2024 год.

Особенность работы сервиса — в использовании небольших локальных складов формата «даркстор». Это позволяет доставке занимать в общей сложности 10-15 минут. На каждый небольшой склад помещается ограниченное число товаров (около 2 000 наименований). Склады могут обслуживать всего несколько человек. Специальное приложение оптимизирует маршрут сборщика по складу, сборка заказа занимает две минуты. Компания арендует и ремонтирует помещения площадью 100—150 квадратных метров. Такие склады работают по тем же принципам, что и большие распределительные центры. В них устанавливаются стеллажи для хранения и маркированные ячейки; кладовщики работают с терминалом сбора данных (ТСД), в котором отображаются заказы и товарные остатки.
Заказ осуществляется при помощи приложения «Яндекс Лавка». Возможность покупки есть также на сайтах и в приложениях «Яндекс», «Яндекс Такси» и «Яндекс Еда» (iOS или Android). Заявленное время доставки: от 10 до 15 минут при доставке курьером, до 30 минут — такси, на пригородные участки, включая дачи, — до 60 минут после заказа. Минимальная сумма заказа, как правило, составляет 100 рублей, но может быть увеличена в случаях полной занятости курьеров или доставке на такси в отдалённые районы. Стоимость доставки варьируется в зависимости от суммы заказа.
Непосредственный персонал — кладовщики. Доставкой в «Яндекс Лавке» занимаются сторонние курьерские службы. После экспериментов с различными видами транспорта основным предпочтительным передвижения был выбран велосипед. Для расширения зоны покрытия со складов к доставке привлекают также таксистов, сотрудничающих с сервисом «Яндекс Такси». Они отвозят заказы в более далёкие районы, расположенные в пределах 10 минут на автомобиле от склада.

## Сотрудничество
Cервис «Яндекс Шеф», специализирующийся на рассылке наборов продуктов с рецептами (так называемых meal kits), в декабре 2019 года вместо собственной подписки начал распространять свои наборы с помощью «Яндекс Лавки». Такие наборы включают в себя свежие продукты с рецептами для самостоятельного приготовления. В рамках сотрудничества «Яндекс Лавки» и «Яндекс Шефа» было запущено производство готовой еды. Партнёрами в этом сегменте также являются «Азбука вкуса», «Братья Караваевы» и «Хлеб насущный».
В мае 2020 года стало известно об эксперименте с ассортиментом более доступной ценовой категории. Партнёром стал один из крупнейших ретейлеров России «Магнит».
В июле 2020 года было объявлено о создании собственного бренда «Из лавки». Для этого «Яндекс Лавка» собирается сотрудничать с производителями и поставщиками продуктов широкого потребления, таких как бутилированная вода, кофе, мороженое, яйца, сыры, молочная продукция, соки и морсы, попкорн, орехи, гранола и стейки. Кроме того, под этим брендом продаётся готовая еда.
С 26 марта 2025 года доставка из зоомагазинов будет доступна по всей Москве и еще в пяти регионах — Санкт-Петербурге, Екатеринбурге, Казани, Ростове-на-Дону, Нижнем Новгороде. В таких сценариях курьер заезжает по пути из даркстора к клиенту в магазины-партнеры сервиса. Курьер сначала забирает товары из даркстора, а затем заезжает за лекарствами, например, в аптеку — и привозит всё вместе. Ценность такого сценария для пользователей в том, что клиент в привычном интерфейсе получает в 2-3 раза больше товаров. Доставка позже масштабируется на все города присутствия Лавки. Кроме того, курьеры Лавки могут забрать заказ из ПВЗ (пункты выдачи заказов) Яндекс Маркета и привезти продукты из даркстора одновременно.

## Критика и скандалы
15 июля 2024 года Федеральное государственное бюджетное учреждение «Национальный центр безопасности продукции водного промысла и аквакультуры» (ФГБУ «НЦБРП»), одобренное Росаккредитацией, по заказу «Известий» провело лабораторное исследование продукции «Яндекс Лавки». В «Греческом» салате нашли бактерии кишечной палочки и превышение нормы общего микробного числа.